# 網絡安全及科技罪案調查科
網絡安全及科技罪案調查科（簡稱網罪科；英文：Cyber Security and Technology Crime Bureau，縮寫：CSTCB）於2015年1月1日成立，隸屬於香港警務處刑事及保安處刑事部，主要責任為搜集及分析情報、調查嚴重科技罪案、作出法律及技術性研究，並且與業內專業人士和海外執法機關聯絡，防止科技罪案發生；與此同時，24小時監察香港（自願登記參與）的主要電腦系統的網絡數據流量變化，防範針對上述系統的網絡攻擊等科技罪行，確保網絡安全。

## 組織
- 網絡安全及科技罪案調查科：由一名總警司出任主管。
  - 科技罪案組
  - 網絡安全組
  - 網絡情報組
  - 數碼法理鑑證及訓練組

### 現任主管
- 陳永安總警司
- 陳東總警司
- 羅越榮總警司 （2020年3月至2022年3月）
- 鄭麗琪總警司（2022年4月至2024年1月）
- 林焯豪總警司（2024年2月至今）

## 歷史

### 前導
踏進2010年代，香港科技罪案數字不斷上升，而且愈趨複雜。於2011年，科技罪案組接獲2,206宗罪案，涉及損失金額達1億5千萬港元。同年，更有黑客攻擊香港交易所網站，導致逾7間股票及窩輪牛熊證停牌。於2012年，科技罪案組接獲3,015宗罪案，涉及損失金額達3億4千萬港元，包括發生金銀業貿易場轄下交易商去年亦遭到黑客攻擊及勒索。有見及此，警務處於2013年3月落實計劃將科技罪案組升格、獨立成科，編制倍增，以應付及處理黑客入侵商業機構等嚴重科技罪案。警務處就此計劃向保安局申請，預計於兩年內落實。
根據警務處的統計顯示，2012年首10月紀錄有761宗「非法進入電腦系統」案件，即比較2011年全年紀錄有567宗大幅度增加34%，涉及金額亦由4,110萬港元大幅度上升至1億3千5百萬港元；至於分散式阻斷服務罪案則由2011年紀錄有11宗增加愈倍至2012年首10月紀錄有25宗，金額則由140萬港元下降至35萬港元。有見及此，香港警務處認為除了需要調查案件外，亦需要預先監察以預防網絡攻擊發生，於2012年1月宣布於該年內成立網絡安全中心，同年12月7日，網絡安全中心成立。

### 網絡安全及科技罪案調查科成立
時至2010年代，香港為世界上使用Wi-Fi熱點最密集的地方之一，97%香港居民都已經接達寬頻服務，而流動電話的滲透率更高達237%，預期將會有進一步的增長。因此，個人、機構及重要基礎設施均容易成為科技罪案的受害者，其網絡安全亦容易受到威脅。鑑於科技罪行有迅速增加的趨勢，警務處處長曾偉雄於2014年起將打擊科技罪案列為首要行動項目之一。縱使科技罪案組的編制於成立起一直擴充，不過作為商業罪案調查科轄下的一個組別，其獲撥款之財政資源不足以應付日益複雜的科技罪案以至網絡安全威脅所帶來的挑戰。警務處為了加強在打撃科技罪行上的能力，透過於2014年1月15日發表的《2014年度香港行政長官施政報告》宣佈，科技罪案組將會於同年12月與網絡安全中心合併及升格為網絡安全及科技罪案調查科，分工將會比較現時明細，人員增加近倍至181名，由一名總警司領導。至2015年1月1日，網絡安全及科技罪案調查科（網罪科）成立，原來隸屬於商業罪案調查科的科技罪案組及其轄下的網絡安全中心被撥歸其下，並且進行重組、擴充。網罪科的編制約有350名人員，分為科技罪案組、網絡安全組、網絡情報組、法理鑑證及訓練組四個組別。。

## 以網絡安全及科技罪案調查科為題材之影視作品

### 電視劇（無綫電視）
- 2020年：迷網
- 2022年：回歸（第9集）
- 2024年：逆天奇案2

## 相關參見
- 政府資訊科技總監辦公室
- 香港電腦保安事故協調中心

- HKmap.live